# Kosmos 15
Kosmos 15 – radziecki satelita rozpoznawczy. Był to statek typu Zenit-2 należący do programu Zenit, którego konstrukcja została oparta na załogowych kapsułach Wostok (czwarta w pełni udana misja). Prócz zdjęć wywiadowczych, satelita wykonywał również badania górnych warstw atmosfery, w tym promieniowania jonizującego. Kapsuła z negatywami opadła na terytorium ZSRR po 7 dniach.